# Olearia avicenniifolia
Olearia avicenniifolia (Engels: mountain akeake) is een plantensoort uit de composietenfamilie (Asteraceae). Het is een ruige kleine boom. De boom heeft leerachtige smalle puntige bladeren met een donkergroene kleur. Deze bladeren zijn glanzend en aan de onderkant witgekleurd. De boom heeft grote clusters van margrietachtige bloemen die uitgroeien tot pluizige zaden.
De soort komt voor in Nieuw-Zeeland. Hij groeit daar op het  Zuidereiland en het ten zuiden van het Zuidereiland gelegen Stewarteiland. De soort groeit langs de zuidelijke kustlijnen.